# Marlène Waal
Marlène Waal (* 14. Mai 1954 in Paramaribo) ist eine surinamische Weltmusiksängerin, die zunächst auch als Kleine Marlène bekannt wurde.

## Leben und Wirken
Waal ist die Tochter des Musikers René Waal. Bereits im Alter von vier Jahren sang sie in der Gruppe De Vrolijke Jeugd, die von ihrem Vater geleitet wurde. Als Zehnjährige trug sie 1964 ein Begrüßungslied vor dem Konzert der südafrikanischen Sängerin Miriam Makeba in Suriname vor.
Im Jahr 1967 reiste Waal mit De Vrolijke Jeugd auf eine Tournee nach Europa, wo sie unter anderem auf dem De Nationale Militaire Taptoe in Delft auftraten und ein Album aufnahmen, Surinaamse Klanken (1968). Auch als Solistin gab sie in den Niederlanden Konzerte und Fernsehauftritte mit den Gruppen The Singing Sisters und Oema Soso.  Lieder wie LambaLamba und Odi Odi wurden durch sie in Suriname zu Hits.
Während ihrer musikalischen Karriere kehrte Waal weiterhin regelmäßig in die Niederlande zurück. 1977 entstand das am Kaseko orientierte Album Marlene and the Singing Sisters. 1984 arbeitete sie mit der Reggae-Band Nature zusammen (My Reggea Daddy, Te é Matie e Korie Joe). Mit der Kawina-Band Ai Sa Si entstand das Album Dja Dja Man. Mehrfach tourte sie mit Miriam Makeba, zuletzt 2008. Zunehmend sang sie mit ihrer eigenen Band im Stil des Jazz und der Gospelmusik.
Waal ist immer noch als Musikerin aktiv, tritt aber weniger häufig auf, sondern engagierte sich in der von ihr gegründeten Stiftung Mother Nature, um die surinamische Musik und ihre Künstler bekannter zu machen.